# Nadieżda Karatajewa
Nadieżda Juriewna Karatajewa (ur. 25 stycznia 1924 w Moskwie, zm. 10 października 2019 tamże) – radziecko–rosyjska aktorka teatralna i filmowa. Dekretem z 27 marca 1981 przyznano jej tytuł Zasłużonego Artysty RSFSRR. Żona Anatolija Papanowa, uczestniczka wojny niemiecko-radzieckiej. 

## Życiorys
Nadieżda Karatajewa urodziła się 25 stycznia 1924 w  Moskwie. Jej ojciec był żołnierzem, mama pracowała jako asystentka laboratoryjna w instytucie badawczym. Od dzieciństwa Nadieżda kochała teatr, często grała więc w szkolnych spektaklach i przedstawieniach. 
W czerwcu 1941, zaraz po ukończeniu szkoły średniej, miała zamiar studiować na Wydziale Aktorskim Rosyjskiego Uniwersytetu Sztuki Teatralnej. Jednak walki prowadzone w czasie II wojny światowej zmieniły plany przyszłej aktorki. Jej ojca zmobilizowano, sama Nadieżda zaś ewakuowała się wraz z matką do Nowosybirska. Tam przeszła kursy na sanitariuszkę, a następnie poprosiła o wysłanie na front. Pracowała w szpitalu wojskowym, a następnie w pociągu szpitalnym na trasie nr 74 Czyta - Moskwa - Czyta, który zabierał rannych walczących w Moskwie. Dawała rannym żołnierzom zastrzyki, opatrywała ich, nosiła im jedzenie, myła naczynia. Przechadzając się po wagonach czytała im wiersze. 
W 1943 Rosyjski Uniwersytet Sztuki Teatralnej wznowił zajęcia. Nadieżda wróciła więc na studia. Tam poznała Anatolija Papanowa, którego skierowano na tę uczelnię bezpośrednio z linii frontu (ze względów zdrowotnych). Zaproponowano mu, aby uczył się od razu na drugim roku, razem z Nadieżdą, ponieważ nie było tam mężczyzn, a dziewczyny nie miały nikogo, z kim mogłyby grać w spektaklach. Po wojnie, 20 maja 1945 Nadieżda i Anatolij pobrali się. Trzy lata później Nadieżda ukończyła studia (kurs aktorski prowadzony przez Marię Nikołajewną Owczininską i Wasilija Orłowa). Po zakończeniu nauki pracowała razem z mężem w Rosyjskim Teatrze Dramatycznym w Kłajpedzie. W 1948 Papanow wrócił do Moskwy, Nadieżda dołączyła do niego w późniejszym czasie. W latach 1950–2014, Karatajewa była aktorką Akademickiego Teatru Satyry w Moskwie. 
Zmarła 10 października 2019. Została pochowana na Cmentarzu Nowodziewiczym w Moskwie. 

## Rodzina
Była mężatką (mąż Anatolij Papanow (1922–1987)). 
W 1954 para doczekała się córki, Jeleny Papanowej, która również jest aktorką.

## Filmografia
Nadieżda Karatajewa zagrała w następujących produkcjach: 
- Labirint
- Rodnie liudi
- Nam - 75
- Lichnoje sczastie
- Tabletku pod jazyk
- Ofitser flota
- U wriemeni w plienu
- Riewizor
- Malenkie komiedii balszogo doma